# Hiraoka Taku
Hiraoka Taku (Gose, Nara prefektúra, 1995. október 29. –) olimpiai bronzérmes japán hódeszkás.

## Élete
Háromévesem kezdett el síelni, hatévesen pedig hódeszkázni (snowboardozni). Közel hat hónapot tölt edzéssel Új-Zélandon és az Egyesült Államokban.
Míg a 2009-es naganoi junior világbajnokságon – félcső versenyszámban – a 11. helyen végzett, addig 2010-ben Cardronában és 2011-ben az olaszországi Valmalencóban rendezett vb-n már a dobogó legfelső fokára állhatott fel. Ugyanebben az évben gyűjtötte be aranyérmét a japán bajnokságon is (egy évvel korábban még csak a negyedik helyen végzett). A 2011-es snowboard-világbajnokságon a kilencedik, a 2013-as vb-n Stonehamben a második helyen zárt.
A 2012. évi téli ifjúsági olimpiai játékokon Innsbruckban, a hódeszkások félcső versenyszámának döntőjében – 84,25 ponttal – megszerezte a bronzérmet. Ugyancsak bronzérmesként végzett Szocsiban, a 2014-es téli olimpián, mindössze 18 évesen.